# Criniger calurus
Criniger calurus là một loài chim trong họ Pycnonotidae.